# Infanteriekarren If.8
Der Infanteriekarren (If. 8) war ein einachsiger militärischer Handkarren oder Anhänger, welcher bis zum Ende des Zweiten Weltkriegs eingesetzt wurde.

## Entwicklung
Die Entwicklung des Infanteriekarren (If. 8) begann durch eine Forderung der Infanterieinspektion (In 2) im Allgemeinen Heereswaffenamt vom Spätherbst 1939, nach den Erfahrungen im Feldzug gegen Polen. Dort stellte man fest, dass die motorisierten und gepanzerten Verbände an den Spitzen der Angriffskeile den Infanteriedivisionen, trotz größter Marschleistung, davonfuhren. Bei der Infanterie zeigte sich schnell, dass sich beim Fußmarsch mit den schweren Infanteriewaffen, Munition und zusätzlichem Gerät starke Ermüdungserscheinungen einstellten. An einen erfolgreichen Kampfeinsatz nach solch einem Marsch war nicht zu denken. Deshalb wollte die Infanterie ein Entlastungsfahrzeug haben, um das schwere Gerät leichter transportieren zu können. Ab Februar 1940 begannen die Entwicklungsarbeiten an solch einem Fahrzeug. Aus rüstungswirtschaftlichen Gründen mussten die Spezifikationen mehrfach geändert werden. So war ursprünglich eine Nutzlast von 400 kg und eine Fahrgeschwindigkeit von bis zu 70 km/h gefordert. Da man aber an Gummi sparen musste, beauftragte das Oberkommando des Heeres sieben Firmen, ein Sonderrad mit Laufkranz aus Stahl zu entwickeln. Diese Entwicklung zog sich jedoch hin. Aus diesem Grund begann Ende 1940 die Vorserienproduktion des If. 8 mit Stahlscheibenrädern und Luftgummibereifung.
Am 31. Oktober 1941 wurden die Forderungen für die Sonderräder des If. 8 aufgrund der Erfahrungen im Krieg neu definiert. Dabei sollte jedes Rad eine Belastung von 180 kg halten und eine Geschwindigkeit von 20 km/h erreichen. Weiterhin sollte eine weichere Federung verbaut werden, das Eigengewicht sollte verringert werden und die Fahrgeräusche sollten vermindert werden. Bereits fünf Monate später, am 22. März 1942, sollten die die Räder nur noch für 6–8 km/h leisten.
Der Infanteriekarren sollte nach und nach den zweiachsigen leichten Feldwagen (Hf. 1) und den großen Gefechtswagen (Hf. 7/11) ersetzen.

## Produktion
Die Vorserienproduktion des If. 8 begann Ende 1940. Die Serienproduktion sollte am 1. Juli 1942 beginnen. Der If. 8 bestand weitgehend aus Stahlblech und Rohrprofilen. Ein Auftrag von 100.000 Stück wurde erteilt. Man ging von einem monatlichen Ausstoß von 6.000 bis 7.200 Fahrzeugen aus. Doch das Niveau der Fertigung blieb vorerst bei 3.000 Stück pro Monat, sollte aber schnellstmöglich verdoppelt werden. Insgesamt waren mindestens 31 Firmen in die Produktion eingebunden.
| Firma                                               | Ort        |
| --------------------------------------------------- | ---------- |
| Gustloff-Werke                                      | Weimar     |
| Aktiengesellschaft Pilsen                           | Pilsen     |
| Preß- und Stanzwerk Jakob Faulstroh                 | Groß-Gerau |
| Tischlermeister Erich Hardt                         | Gumbinnen  |
| Hugo Völler                                         | Weiden     |
| „Poremba“ Werkzeugmaschinenfabrik und Eisengießerei | Poremba    |

Bei der Serienproduktion unterschied man in zwei Ausführungen.
- Erste Ausführung

Diese Ausführung hatte ein Gitterrohrrahmen mit einem innenliegenden Blechkasten. Der Gitterrohrrahmen umschloss den gesamten Karren.
- Zweite Ausführung

Rahmen und Blechkasten bildeten hier eine Einheit. Auf den Gitterrohrrahmen an den Seiten vorn, hinten, links und rechts wurde verzichtet. Aufgrund von Vorgaben und Materialeinsparungen wurde dieser vereinfachte Aufbau entwickelt. Die Technik der Radaufhängung, Anhängevorrichtungen und Radgröße wurde vom Vorgängermodell übernommen.
Im Jahr 1943 wurden insgesamt 38.500 Infanteriekarren produziert und ausgeliefert. Im Jahr 1944 waren es schon 40,700 Stück. Im Jahr 1945 wurde noch ein Bedarf an über 8.000 Stück aufgezeigt. Bestehende Probleme sollten durch die Truppenwerkstätten abgestellt werden. So betraf dies 1942 zum Beispiel die Radbefestigungen und die Verstärkung der Deichsel und Deichselaufnahme. Im Jahr 1943 folgte dann die Nachrüstung mit Schmutzabstreifblechen.

## Technische Daten

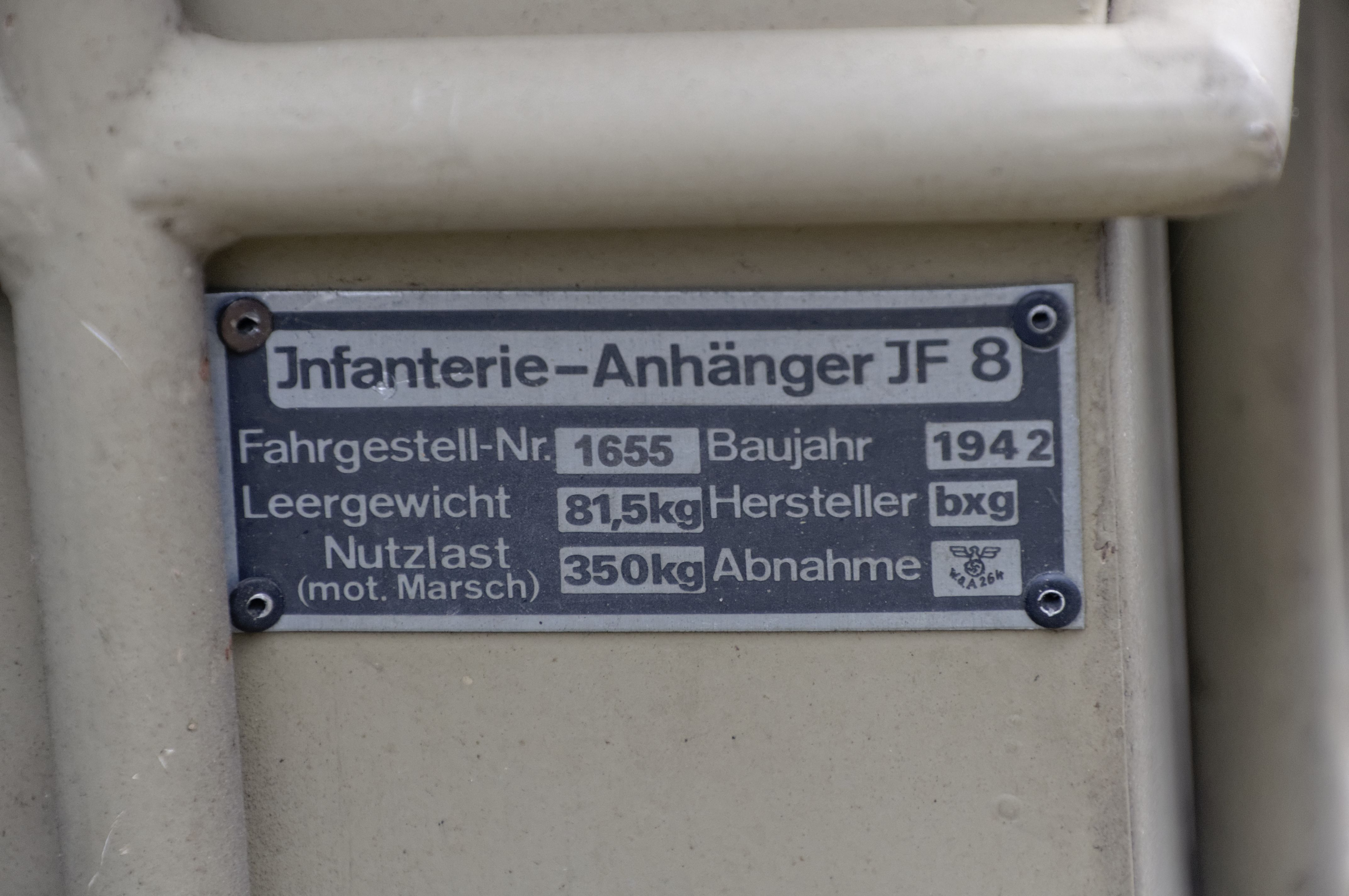
Typenschild IF8 mit technischen Daten

Der If. 8 war ein einachsiges und gefedertes Fahrzeug. Es wurde im Mannschafts-, Pferde- oder Hundezug gezogen. Die Hauptteile waren ein Kastengestell mit Einsatz aus Stahlblech und ein Gestellrahmen aus Stahlrohren. Darauf waren die Räder, Deichsel und Kupplung aufgeschweißt. Die Räder sind einzeln auf Radnaben/Achsschenkel aufgehängt und werden jeweils durch eine Feder mit Hülse abgefedert, jedoch nicht gedämpft. Die Dämpfung erfolgt durch Reibscheiben auf dem Achsschenkel. Zu Beginn hatten die Räder noch Luftbereifung, nach und nach wurden jedoch Sonderräder mit einem Laufkranz aus Stahl genutzt. Die ersten Stahlscheibenräder waren vom Typ voll B 317 und S 375. Darauf folgten Stahlscheibenräder mit 5 dreieckigen Ausschnitten (herzförmig) B 318 und S 810 und Stahlscheibenräder mit einer Einpresstiefe 0 S 37 517. Wenn der Karren im Mannschaftszug gezogen wurde, wurde die Handdeichsel mit Stütze genutzt. Eine kurze Deichsel diente zum Anhängen des Karren an den Protzhaken eines zweiten Infanteriekarren.

## Einsatz

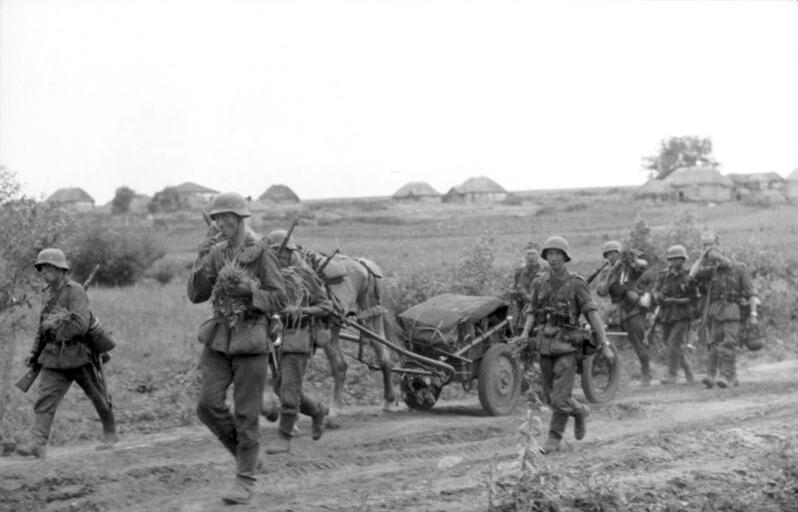
Eine Gruppe deutscher Soldaten in Russland 1942 mit Infanteriekarren

Im Dezember 1940 wurden die ersten Infanteriekarren (If. 8) an die 50., 72., 74. und 164. Infanteriedivision ausgegeben. Bei der Operation Marita kamen die ersten 200 Karren zum Einsatz. 125 davon hatten eine Gummibereifung aus der Vorserienfertigung. Ab dem 16. März 1941 wurde bereits unterschieden in Schützenkompanien mit und ohne Infanteriekarren. Diese transportierten dann leichte Maschinengewehre, 5-cm-Grantwerfer 36, Munition und weiteres Zubehör. Dabei waren die Fahrzeuge großen Belastungen ausgesetzt. Dadurch traten Mängel und Schwachstellen hervor und wurden dann durch Truppenwerkstätten so gut es ging abgestellt.
Der Infanteriekarren wurde im Mannschaftszug, einspännig oder zweispännig mit Pferden oder Maultieren gezogen. Eine Verwendung von drei oder sechs Hunden vor dem Karren war ebenfalls möglich. War der Infanteriekarren im August 1941 noch zum Transport von Waffen, Munition und Zubehör vorgesehen, so wurden die Aufgaben in den folgenden Jahren noch deutlich erweitert. Dabei wurde der Wagen nicht nur bei den Grenadier-, Füsilier- und Jägerkompanien eingesetzt, sondern auch bei den Panzerzerstörerkompanien und schweren Jägerkompanien. Auch Nachrichtenstaffeln der Bataillone und Feldkabeltrupps in den Nachrichtenzügen der Infanterieregimente nutzten den Infanteriekarren. Dort löste der If. 8 den Kleinfunkwagen (Nf. 4) ab. Weiterhin diente der Karren auch als Protze für den 8,8-cm-Raketenwerfer 43, die 2-cm-Flak in Erdkampflafette und als Protzenersatz für die 7,5-cm-Gebirgsgeschütze 18 und 37. 1945 diente der Karren als Protze für den leichten Ladungsträger (Sd. Kfz. 302).

## Abbildungen

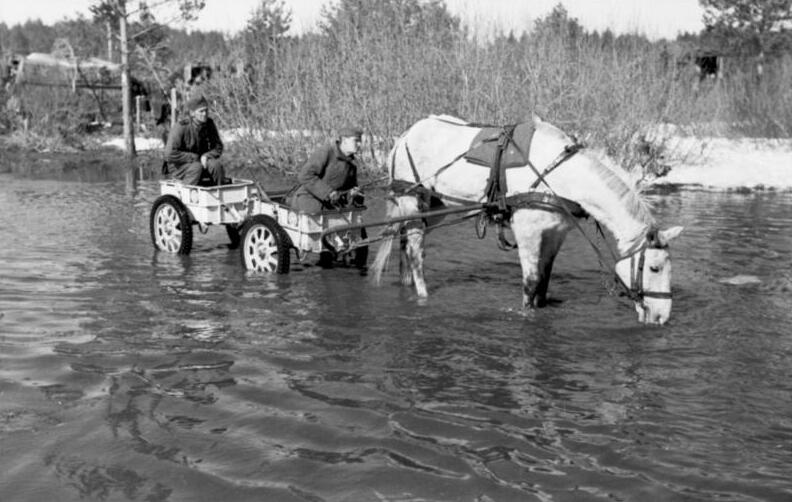
Pferdegespann aus zwei If. 8 in der Sowjetunion 1942
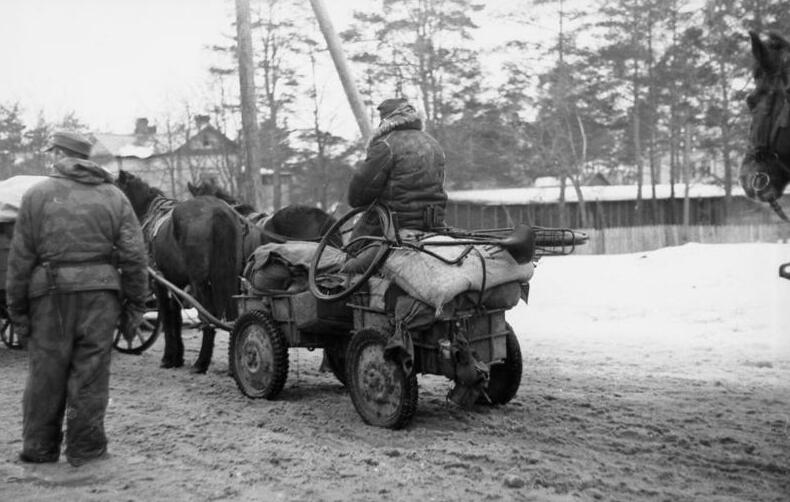
Pferdegespann aus zwei If. 8, Nord-Sowjetunion, 1943
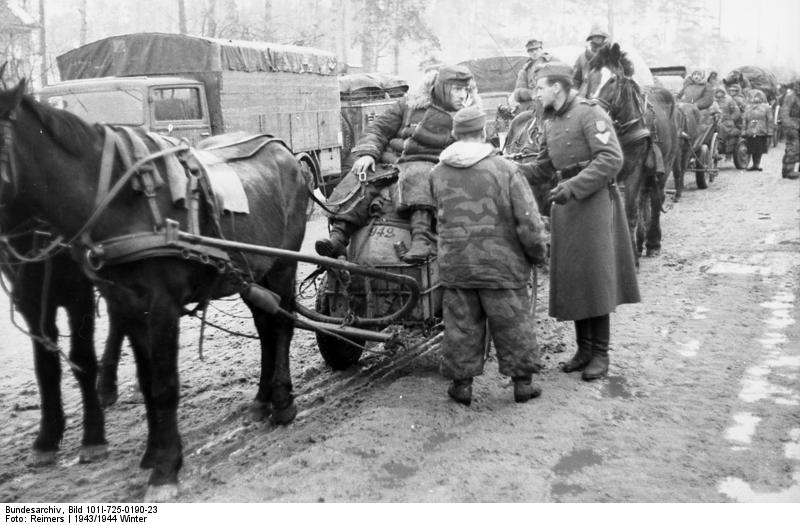
Pferdegespanne aus je zwei If. 8, Nord-Sowjetunion, 1943
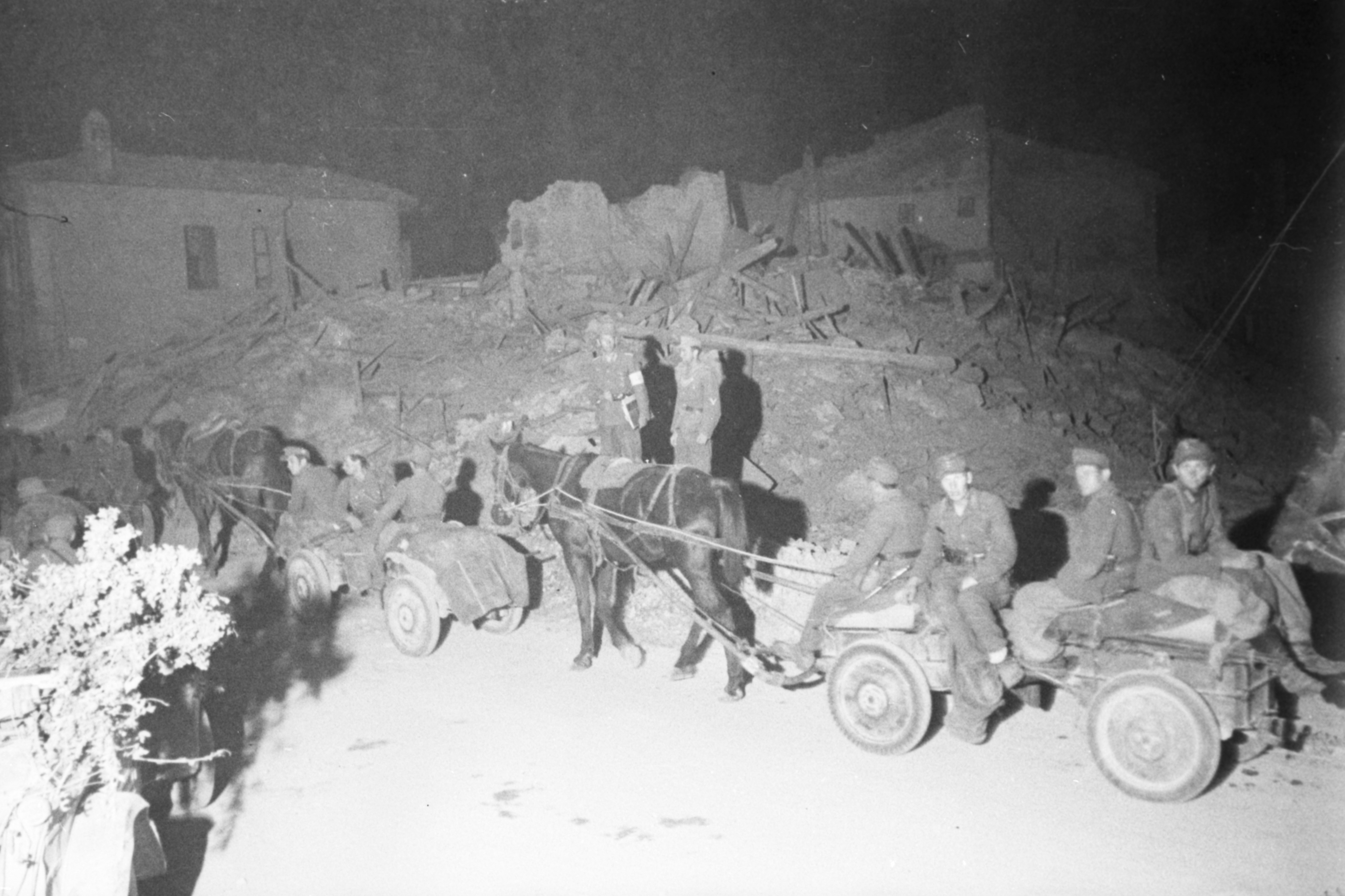
Pferdegespanne aus je zwei If. 8 1944 in Italien